# Killer Is Dead
Killer Is Dead ist ein Actionspiel, das von Grasshopper Manufacture unter der Leitung des Videospieldesigners Gōichi Suda („Suda51“) entwickelt und im August 2013 für die PlayStation 3 und Xbox 360 veröffentlicht wurde. Am 23. Mai 2014 erschien eine Version für Windows unter dem Titel Killer Is Dead: Nightmare Edition, die unter anderem einen zusätzlichen Schwierigkeitsgrad beinhaltet.
Der Spieler steuert die Hauptfigur Mondo Zappa, einen Auftragsmörder und Frauenhelden, durch ein in der nahen Zukunft angesiedeltes Science-Fiction-Szenario. Das Spiel wurde von der Kritik überwiegend positiv aufgenommen, wobei die einzelnen Rezensionen sehr unterschiedlich ausfielen. Während vor allem der ungewöhnliche Grafikstil und die eingängige Kampfsteuerung gelobt wurden, bezeichneten viele Kritiker die Handlung als wirr und unverständlich. Ein spezielles Spielelement, eine Art Flirt-Simulation, die nach erfolgreicher Durchführung zu einem One-Night-Stand führt, wurde mehrfach als sexistisch beurteilt.

## Handlung

### Szenario
Killer Is Dead spielt in einer nahen Zukunft, in der beispielsweise Weltraumreisen zum Mond oder bionische Körperteile zum Alltag gehören. Der 35-jährige Auftragskiller Mondo Zappa wohnt mit einem jungen Mädchen namens Mika Takekawa, das er bei sich aufgenommen hat, auf einem Hausboot. Als er eines Morgens mit einem bionischen linken Arm und ohne Erinnerung an seine Vergangenheit aufwacht, beschließt er einen Job als Vollstrecker bei einer Agentur anzunehmen, die sowohl für die Regierung als auch für Privatpersonen arbeitet. Dort erhält er von seinem Chef, dem Cyborg Bryan Roses, Tötungsaufträge, die er zusammen mit Mika als seiner persönlichen Assistentin und unterstützt von Mitarbeitern der Agentur ausführt.

### Geschichte
Bei einem Auftrag, bei dem Mondo eine Frau exekutieren soll, die sich in ein Monster verwandelt hat, findet er heraus, dass diese kurz zuvor auf dem Mond war und dass ein gewisser David hinter der Verwandlung stecken soll. Hierzu passt auch ein anderer Exekutionsauftrag einer Klientin namens Moon River, die auf dem Mond aufgewachsen ist, aber von David von dort vertrieben wurde. Mondo spürt David in einem großen Schloss auf der „dunklen Seite“ des Mondes auf und kann ihn zwar in einem Kampf besiegen, aber seinen Auftrag nicht vollenden. Zurück auf der Erde bietet er Moon River an, in der Zwischenzeit ebenfalls auf seinem Hausboot zu wohnen.
Auch weitere Aufträge an Bryans Agentur führen immer wieder auf einen Zusammenhang mit dem Mond und mit David, der von dort aus versucht, mit einer dunklen Kraft die Erde zu beeinflussen. Zusätzlich taucht eine geheimnisvolle maskierte Frau, „Dolly“, in Mondos Träumen auf und versucht, seine fehlenden Kindheitserinnerungen zu manipulieren. Dennoch findet Mondo heraus, dass David sein eigener Bruder ist. Dolly beeinflusst auch Mika, wodurch es ihr beinahe gelingt, Mika dazu zu bringen, Bryan zu töten. Mondo kann bei weiteren Exekutionsaufträgen nur mit Mühe verhindern, dass die dunkle Kraft ihn selbst über seinen bionischen Arm in ihren Bann zieht.
Mondo sucht seinen Bruder ein weiteres Mal in dessen Schloss auf. Ein Angebot von David, Mondo könne Herrscher des Mondes werden, während David selbst die Erde übernimmt, lehnt er ab; stattdessen besiegt und tötet er seinen Bruder. Die dunkle Kraft überwältigt Mondo nun völlig und er nimmt Davids Rolle als böser Herrscher des Mondes ein. Moon River und die in Tränen aufgelöste Mika verstehen, was geschehen ist, als sie vom Hausboot aus den blutroten Mond sehen. Schließlich wendet sich Moon River an Bryans Agentur, um Mondo exekutieren zu lassen.

## Spielprinzip
Das Spiel ist in Hauptmissionen, die die Handlung weitererzählen, und in optionale Nebenmissionen gegliedert.
In den Hauptmissionen, die nach und nach freigeschaltet werden und dann aus einem Hauptmenü ausgewählt werden können, steuert der Spieler die Spielfigur Mondo aus der Third-Person-Perspektive. Mondos Hauptwaffe, mit der die Computergegner durch combobasierte Angriffe bekämpft werden, ist ein Katana. Zusätzlich kann er seinen bionischen linken Arm als eine Schusswaffe im Fernkampf einsetzen, später durch optionale zusätzliche Modifikationen beispielsweise auch als einen Bohrer oder als eine Eiskanone, mit der Gegner verlangsamt werden können. Beim Einsatz des Arms verbraucht dieser jedoch „Blut“, das durch das Katana im Nahkampf wieder aufgefüllt werden muss.
Gegenangriffe kann Mondo abblocken oder durch schnelle Ausweichbewegungen vermeiden, eine weitere Taste durchbricht die Deckung des Gegners. Besiegte Gegner hinterlassen Gegenstände, die nach und nach Mondos maximale Lebensenergie und die Blutmenge des Arms steigern, sowie sogenannte Mondkristalle, die als eine Art Spielwährung dienen, mit der Verbesserungen wie neue Angriffe oder Heilungsmöglichkeiten gekauft werden können. Jede Hauptmission endet mit einem Bossgegner, der im Allgemeinen in einem aus mehreren Phasen bestehenden Kampf besiegt werden muss. Nach jeder Mission wird ein Statistikbildschirm in Form einer „Gehaltsabrechnung“ eingeblendet und so die Leistung des Spielers bewertet.
Neben genreüblichen Nebenmissionen, wie etwa dem Besiegen bestimmter Gegnergruppen auf Zeit, handelt es sich bei sogenannten Gigolo-Missionen um eine Art Flirtsimulation aus der Ego-Perspektive beispielsweise in einer Bar. Mondo muss hier Blickkontakt mit einer Frau halten, solange sie ihn ansieht, ihr aber auf die Brüste oder in den Schritt schauen, wenn sie wegsieht, wodurch sich eine „Mutanzeige“ füllt. Wenn diese ganz aufgeladen ist, kann Mondo der Frau ein Geschenk wie Blumen, Parfüm oder Schmuck machen und so eine weitere Leiste füllen. Ist diese voll, kommt es zu einem One-Night-Stand, für den sich die Frau bei Mondo mit einer Verbesserung für seinen bionischen Arm bedankt.

## Rezeption
Killer Is Dead wurde in der Fachpresse stark unterschiedlich bewertet. Bei Metacritic erzielt es 64 von 100 Punkten bei 39 ausgewerteten Rezensionen, wobei die aufgenommenen Einzelkritiken zwischen 40 und 85 Punkten streuen. Tendenziell bewerteten deutschsprachige Publikationen das Spiel deutlich positiver.
Das Magazin GamePro vergab 85/100 Punkte. Der Rezensent lobte vor allem den Comic-Grafikstil des Spiels, das ein kontrastreiches Cel Shading verwendet, als passend und nie monoton und hob die gelungene japanische und englische Synchronisation sowie den Soundtrack hervor. Allerdings sei die Grafik technisch nicht ganz auf der Höhe und es komme mitunter zu Kameraproblemen.
Mathias Oertel von 4Players fühlte sich vom Skurrilen und Absurden des Suda51-Spiels in den Bann gezogen, allerdings würden die mit kryptischen Dialogen aufgebauten vermeintlichen Zusammenhänge häufig nicht aufgelöst. Das Kampfsystem bezeichnete er als eingängig und sah es als vergleichbar mit dem von Spielen wie Devil May Cry, God of War oder Bayonetta. In Bezug auf die Grafik bemängelte er neben Kameraproblemen immer wieder auftretendes Tearing. Das Spielprinzip der Gigolo-Missionen klinge zwar zunächst sexistisch, sei aber so überzogen und karikiert dargestellt, dass man es nicht ernst nehmen könne. Oertel bezeichnete diese Spielabschnitte als interessante Abwechslung, sie seien jedoch nicht spannend und abwechslungsreich genug. Das Magazin vergab die Wertung 80 %.
Mark Walton von GameSpot urteilte deutlich negativer. Das Spiel sei zwar voller Exzentrik und weise eine eindrucksvolle Optik auf, die Handlung sei jedoch völlig verwirrend und das Kampfsystem ungeschliffen (“unrefined”). GameSpot vergab die Note 5/10 (mediocre, ‚mittelmäßig‘).
Zur gleichen Bewertung 5/10 kam auch IGN. Der Rezensent Marty Sliva bezeichnete die Kämpfe in Killer Is Dead im Vergleich mit Spielen wie Devil May Cry als uninspiriert und enttäuschend. Die einzelnen Missionen seien zu unzusammenhängend und könnten sich nicht zwischen Pathos und Humor entscheiden, wenn man beispielsweise von einem magischen Einhorn gerettet wird, einen dämonischen russischen Zug bekämpft oder eine Villa im Stil von Alice im Wunderland durchstreift. Zudem empfand Sliva die Art der Darstellung von Sexualität im Spiel als auf anstößige Weise unreif (“offensively juvenile”), unbehaglich (“discomforting”) und unappetitlich (“gross”).